# Giovanni II Chiaramonte
Giovanni Chiaramonte Sclafani, conte di Modica e noto come Giovanni il Giovane (... – 1342), è stato un nobile, politico e militare italiano del XIV secolo.

## Biografia
Nacque verso la fine del XIII secolo, da Manfredi, I conte di Modica, e dalla di lui seconda moglie Beatrice Sclafani Termine dei conti di Sclafani. Alla morte del padre, avvenuta nel 1321, ereditò un immenso patrimonio feudale e immobiliare, ma essendo ancora minorenne fu sotto tutela dello zio paterno Giovanni Chiaramonte Prefoglio, che per lui assunse anche la carica di Gran Siniscalco del Regno lasciatagli nel 1317. Per distinguerlo da quest'ultimo era soprannominato Giovanni il Giovane.
Educato alla corte del re Federico III di Sicilia - di cui il padre, nella sua qualità di siniscalco, curava l'amministrazione - proprio per ordine di questi, al compimento della maggiore età il sovrano lo creò cavaliere e lo investì dei titoli e dei feudi ereditati dal padre, e sposò una sua figlia naturale, Eleonora. Da questo matrimonio nacque una sola figlia, Margherita.
La carriera militare del giovane Conte di Modica ebbe inizio nel 1325: fu presente alla difesa di Palermo, assediata dalle truppe angioine, agli ordini dello zio Giovanni cui era affidato il comando delle operazioni. Entrò in contatto con il duca Ludovico il Bavaro, la cui elezione a Imperatore dei Romani non era riconosciuta dal papa Giovanni XXII, e dopo la battaglia di Mühldorf del 1322 in cui sconfisse Federico I d'Asburgo, scese in Italia per indebolire la posizione del Papa. Il Chiaramonte, grazie al suo ruolo di Gran siniscalco e, soprattutto, al fatto che fosse genero del Re Federico, convinse questi a far aderire il Regno di Sicilia alla fazione ghibellina, ostile al Regno di Napoli e ai guelfi, attraverso l'alleanza stipulata a Messina il 17 marzo 1326 con Alberto di Schwarzburg, priore dell'Ordine di San Giovanni, inviato nell'isola dal Duca di Baviera. L'alleanza tra Federico III e Re Ludovico venne rinnovata a Milano il 25 luglio 1327, e nel testo del trattato il Chiaramonte, pur qualificato come ambasciatore, figura assente in quel momento. Fu testimone del solenne atto con cui Ludovico il 17 novembre 1327 costituì il Ducato di Lucca a favore di Castruccio Castracani e lo seguì a Roma, dove il 17 gennaio 1328 il Bavaro fu incoronato Imperatore del Sacro Romano Impero per mano del capitano del popolo romano Giacomo Sciarra Colonna.
Per la sua fedeltà, il nuovo Imperatore del Sacro Romano Impero gli conferì l'incarico di vicario imperiale, e l'antipapa Niccolò V, fatto eleggere da Ludovico il 12 maggio 1328, quella di rettore pontificio, nella Marca d'Ancona. Nelle Marche, il Conte di Modica svolse il ruolo di capitano di guerra dell'intera fazione ghibellina, ed occupò diverse terre e castelli, tra cui Jesi, dove nel 1329 fece decapitare Tano Baligani, accusato di tradimento nei confronti dell'Impero. Ma i guelfi locali, appoggiati dagli Angioini, si riorganizzarono e già nel luglio di quell'anno, un loro esercito comandato dal rettore pontificio Giovanni d'Amelio inflisse ai ghibellini una dura sconfitta presso Matelica, dove il Chiaramonte si era rinserrato.
Per il suo sostegno al Bavaro e all'antipapa Niccolò V, il Chiaramonte fu scomunicato dal Sommo Pontefice, che lo aveva citato al tribunale dell'Inquisizione. Nel 1330-31, si rifugiò a Venezia, dove il governo della Serenissima, privo di interferenze ecclesiastiche, gli diede ospitalità. Fece successivamente ritorno in Sicilia, dove nel frattempo cominciavano ad aggravarsi le lotte tra le due fazioni della nobiltà isolana, dette dei Latini e dei Catalani: il Chiaramonte ebbe in particolare un conflitto con Francesco Ventimiglia, conte di Geraci, che nel 1325 aveva ripudiato la moglie Costanza Chiaramonte Mosca, sua sorellastra, per non avergli dato figli.
Nell'aprile del 1332 assoldò dei mercenari germanici, che a Palermo tesero un agguato ai danni del Ventimiglia, il quale sopravvisse e riportò una grave ferita al capo. Dopo l'aggressione ai danni del cognato, fuggì da Palermo, e il Re Federico lo mise al bando e gli tolse i suoi beni. Il Chiaramonte si recò a Napoli dove nel 1335 passò al soldo del re Roberto d'Angiò, principale nemico della Corona d'Aragona, che il 18 giugno lo nominò suo capitano generale per la progettata spedizione contro la Sicilia, con la promessa di restituirgli i suoi feudi e di concedergli una parte delle prime conquiste del valore di mille onze annue; si impegnò inoltre a disporre dei beni del conte Francesco Ventimiglia soltanto con il suo consenso.
Al comando di una flotta composta di sessanta galere assieme a Roberto Sanseverino, conte di Corigliano, dopo aver tentato invano di espugnare Brucato e poi Licata, quest'ultima eroicamente difesa da Pietro d'Antiochia, gli Angioini si dettero al saccheggio della fascia costiera tra Agrigento e Marsala, puntando poi su Palermo, dove la presenza, del resto casuale, di una flottiglia siculo-aragonese, impedì loro ogni azione ostile. Dopo due mesi di scorrerie senza risultati apprezzabili, fu deciso il ritorno a Napoli, dove l'accoglienza riservata da Re Roberto ai due sfortunati capitani fu piuttosto tempestosa.
Recatosi in Germania, dopo la morte del Re Federico avvenuta nel 1337, ottenne il perdono reale dal suo successore, il re Pietro II di Sicilia, con il quale la fazione rappresentata dai Chiaramonte e dai Palizzi guadagnò maggior potere politico nell'isola a danno dei Ventimiglia e degli Antiochia. Nell'anno medesimo il maestro giustiziere Blasco d'Alagona, conte di Mistretta, in occasione del parlamento riunitosi a Nicosia annullò la sentenza di bando e tutti i processi istruiti contro il Chiaramonte, dichiarato innocente e reintegrato di conseguenza in tutti i suoi feudi ad eccezione di Caccamo e di Pittirano.
Venuto al corrente della sentenza, il Chiaramonte fece ritorno in Sicilia, e nominato ammiraglio, nel 1338-39 contrastò gli attacchi degli Angioini, da cui però venne catturato durante la battaglia di Lipari, e fatto prigioniero. Per riscattarsi dalla prigionia il Conte di Modica si vide costretto a impegnare i suoi beni e feudi, per la somma di diecimila fiorini, al cugino Enrico, figlio dello zio Giovanni e maestro razionale del Regno, il quale in un secondo momento cedette i suoi crediti al fratello Manfredi.
Morto nel 1342, non avendo avuto discendenti legittimi maschi, nel possesso della Contea di Modica gli succedette il cugino Manfredi Chiaramonte Palizzi, al quale gliela aveva ceduta per aver provveduto al suo riscatto.